# Anything but Down
Anything but Down is een nummer van de Amerikaanse zangeres Sheryl Crow uit 1999. Het is de derde single van haar derde studioalbum The Globe Sessions.
"Anything but Down" gaat over een vrouw die zich helemaal uitslooft voor haar man. Haar man geeft er echter niets voor terug, en dat doet haar pijn. Het nummer werd in Crows thuisland de Verenigde Staten een bescheiden hit met een 49e positie, in het Verenigd Koninkrijk had het meer succes met een 19e positie. In het Nederlandse taalgebied bereikte de plaat de hitparades niet.